# Malcolm I
Malcolm I, Gaelisch: Máel Coluim mac Domnaill (ca. 897 - Dunnottar, 954), zoon van Donald II, was koning van Alba gedurende elf jaren.
Malcolm volgde in 943 Constantijn II op nadat deze zich in een klooster had teruggetrokken. In zijn regeerperiode hadden de Schotten veel last van de Vikingen. Edmund I van Engeland had ook problemen met de Denen in Cumbria. Na hen onderdrukt te hebben gaf hij in 945 dit gebied aan Malcolm I in ruil voor een alliantie op land en zee. In 952 vochten de Schotten, Britons en de Engelsen samen tegen de Vikingen; de laatsten wonnen de slag. In 950 ondernam Malcolm I een plundertocht naar Engeland en bereikte de rivier de Tees, waarbij veel gevangenen werden gemaakt en veel runderen werden buitgemaakt. Schotse kronieken beweren dat Constantijn II deze tocht had gepland. In Moray vond er een opstand plaats onder de leiding van Cellach, die succesvol door Malcolm I werd onderdrukt. Cellach werd tijdens de gevechten gedood. In 954 werd Malcolm I in Moray 'door verraad' gedood en werd begraven op Iona.
Malcolm I was bijgenaamd de Battle Fury (gevechtsfurie), een referentie naar de Ierse oorlogsgod Bodb Dearg.
Indulf, zoon van Constantijn II volgde hem op. Ook de twee bekende zonen van Malcolm, Dubh van Schotland en Kenneth II van Schotland, zouden koning van Schotland worden.
- Gemeinsame Normdatei: 1013281446
- Virtual International Authority File: 172461842
- WorldCat: E39PBJktw3kvG8tmfPT673vGpP